# Бузиновий цар
«Бузиновий цар» — збірка віршів для дітей Ліни Костенко, видана в Києві 1987 року у видавництві «Веселка». Художник Вікторія Ковальчук.

## Композиція
До збірки «Бузиновий цар» 1987 року увійшли твори, написані для дітей. Ці поезії передають розмову з Матір'ю-природою. Вірші збірки — зразки пейзажної лірики.

## Зміст
Назви віршів, які ввійшли до збірки:
- «Телеграма-блискавка»
- «Польові дзвіночки»
- «Чародійне слово»
- «Бабуся-ягуся»
- «Сунички»
- «Соловейко застудився»
- «Горобець із білою бородою»
- «Здивовані квіти»
- «Вже брами літа замикає осінь»
- «Дід Ревило»
- «Осінні мари, сірі, як слони»
- «Ліс на світанку»
- «Білочка восени»
- «Мурашки думають про зиму»
- «Березовий листочок»
- «Баба Віхола»
- «Заячий карнавал»
- «Зимові горобці»
- «Синичка на снігу»
- «Місяць уповні»
- «Пряля»
- «Вербові сережки»
- «Перший пароплав»
- «Веселий дощ»
- «Зелені дзьобики бруньок»
- «Берізки по коліна у воді»
- «Перекинута шпаківня»
- «Бузиновий цар»